# Dom zu Aalborg

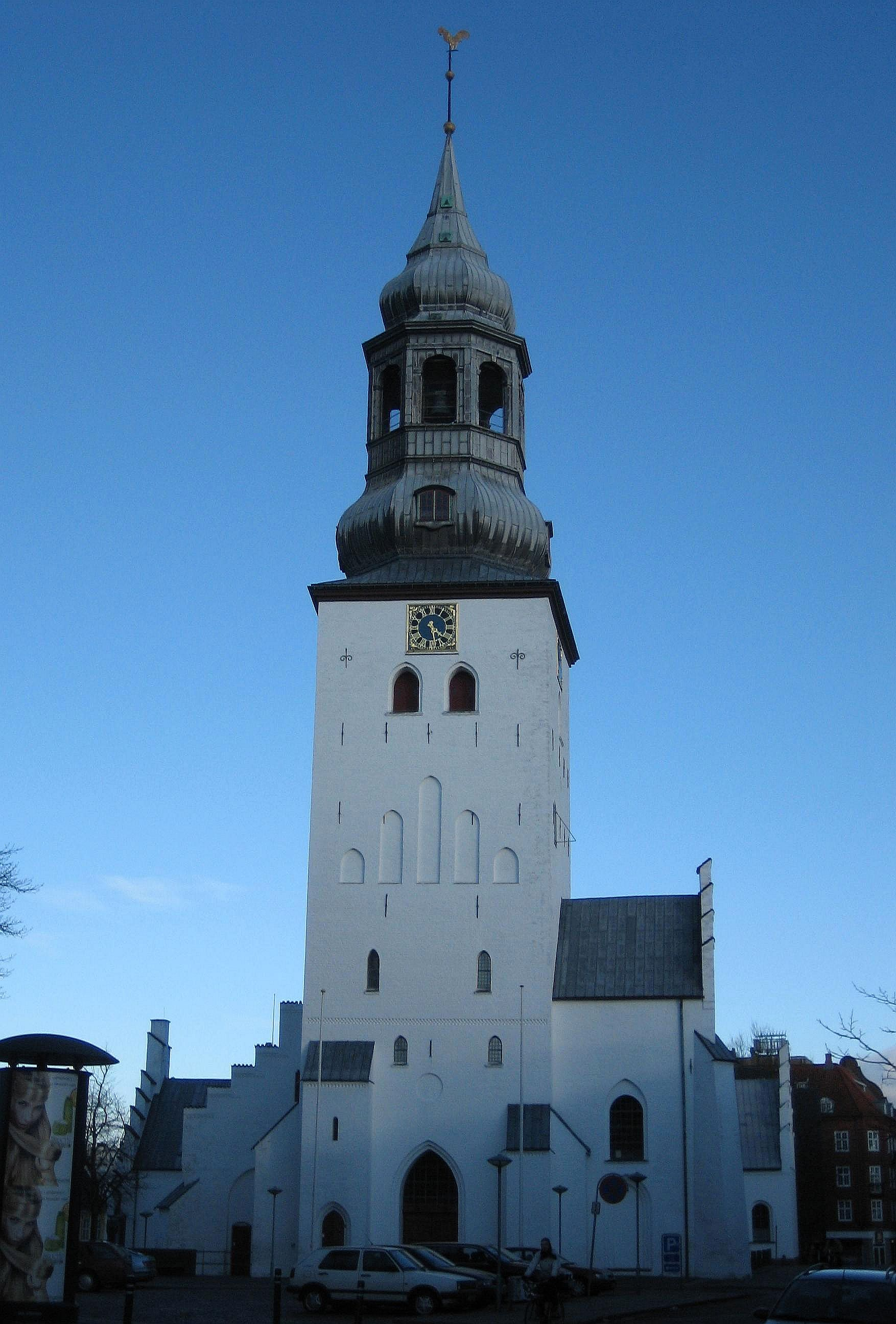
Sct. Budolfi Domkirke Aalborg

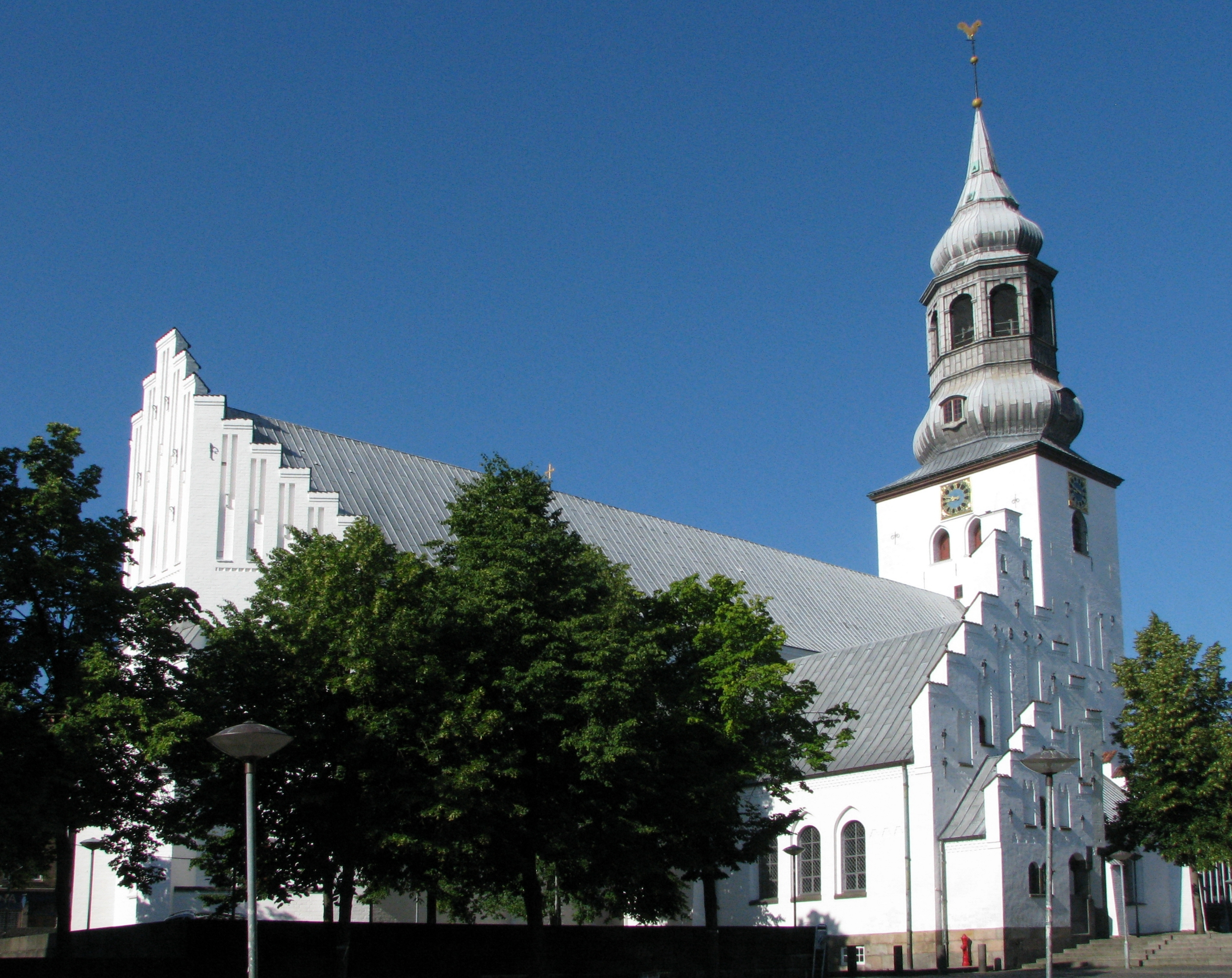
Sct. Budolfi Dom zu Aalborg (Nordseite)

Der St.-Budolfi-Dom zu Aalborg ist die Hauptkirche des Bistums Aalborg der evangelisch-lutherischen dänischen Volkskirche.  

## Geschichte
Die unter dem Patrozinium des heiligen Botolph stehende Kirche wurde um 1450 errichtet. Im Zuge der Reformation, die in Aalborg später als im restlichen Dänemark einsetzte, wurde der Bischofssitz 1554 von Børglum hierher verlegt.
An der Stelle der heutigen Kirche standen zuvor eine Holzkirche und zwei romanische Kirchen. Um 1450 wurde zunächst das Kirchenschiff im gotischen Stil errichtet. Der Turm wurde erst 1778–1780 hinzugefügt und besitzt eine Haube im Stil der Niederländischen Renaissance. Der Kirchturm ist im Stadtwappen abgebildet. 1817 wurden am Turm vier Ziffernblätter angebracht, auf der Südseite als Sonnenuhr. Drei Glocken hängen im Turm. Wesentliche Umbauten fanden in den Jahren 1860 und 1886 statt. 1899 wurde eine Sakristei am nördlichen Seitenschiff angebaut. 1942/1943 wurde der Chor um 14 Meter verlängert und am Nordschiff eine Kapelle angefügt. Heute ist der Dom 56 Meter lang und 22 Meter breit.

## Ausstattung
Um 1500 wurden die Gewölbe mit Wandmalereien verziert. Der Status als Domkirche spiegelt sich im reichen Inventar: Der frühbarocke Altar wurde 1689 von Lauritz Jensen geschaffen und zeigt das in dunklen Tönen gehaltene Golgatha in goldener Umrahmung. In der Predella des Altars ist ein Gemälde vom letzten Abendmahl, im oberen Teil ein Gemälde von Jesu Grablegung zu sehen. Die Kanzel stammt aus dem Jahre 1692, ebenfalls von Lauritz Jensen. Sie zeigt auf zehn Tafeln die Leidensgeschichte Jesu. Das Taufbecken aus weißem Marmor ist eine Stiftung von 1728. Auf der Nordseite wurde 1766 eine Patronatsloge für den König geschaffen. 
Außerdem finden sich einige Epitaphe. Die wichtigsten sind das der Karine Hansdatter von 1583 (Renaissance) und das frühklassizistische Epitaph für Jacob Himmerig von 1773/74.

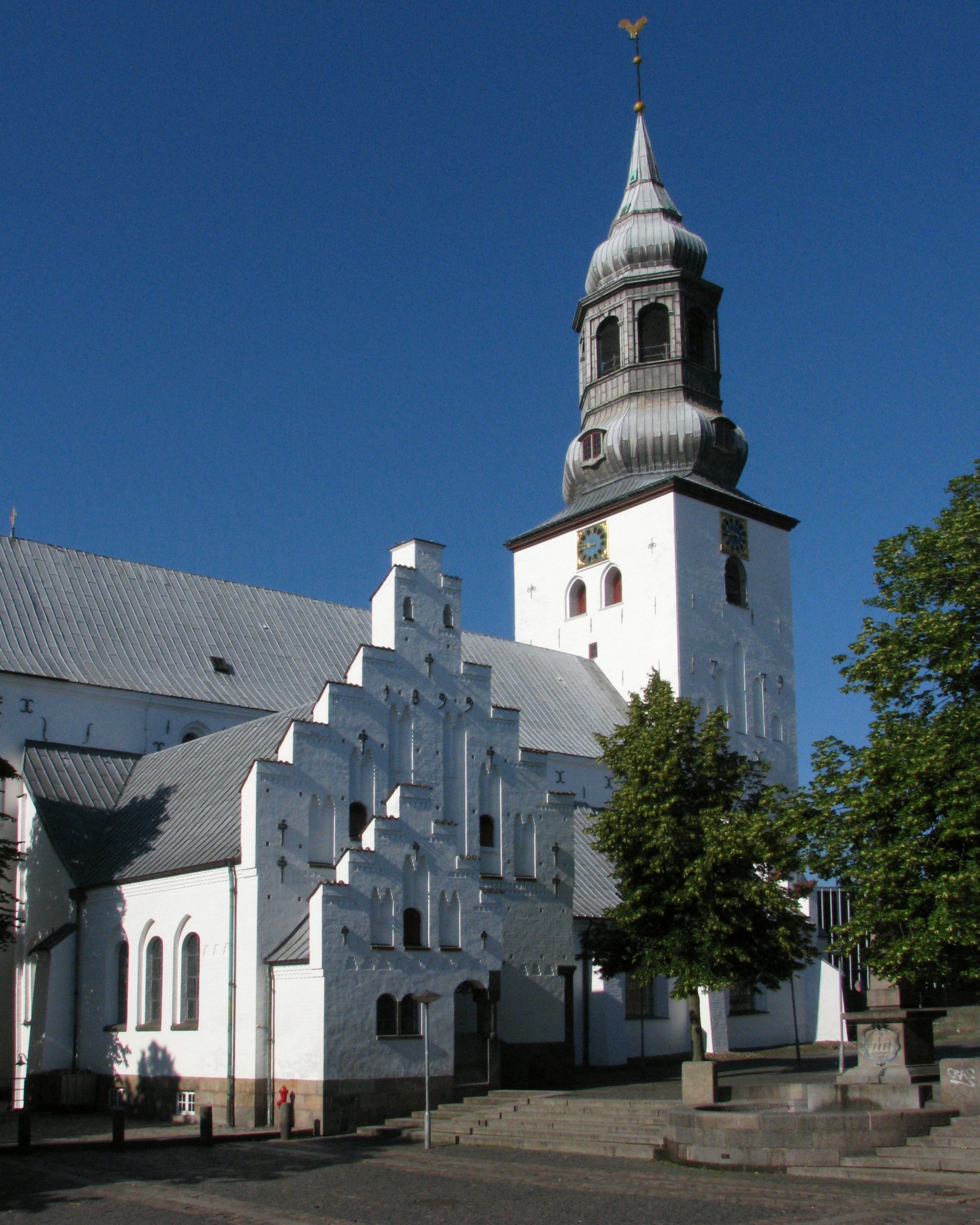
Querschiff mit Treppengiebel und vorgesetztem Portal
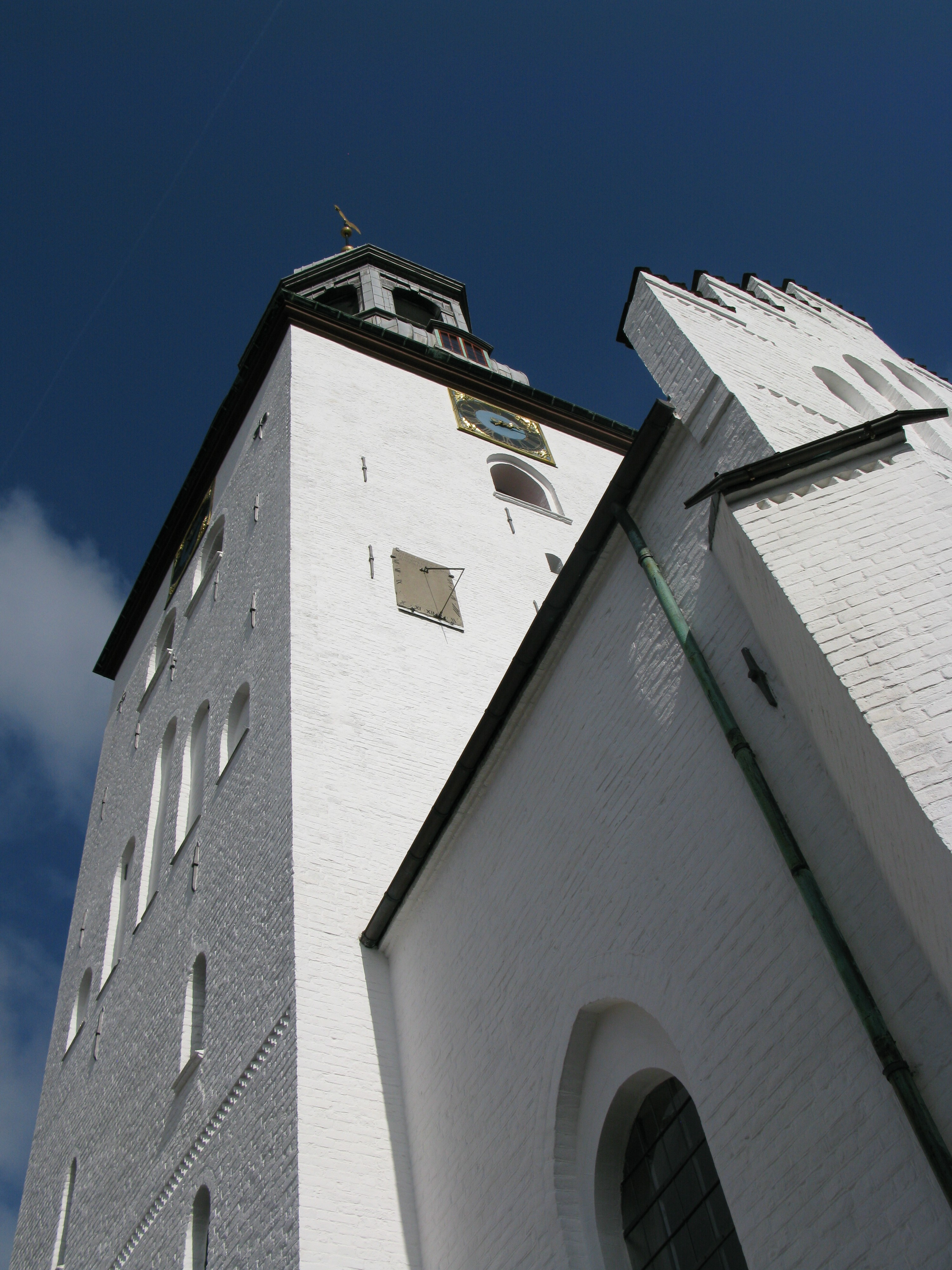
Weiß getünchter Backstein
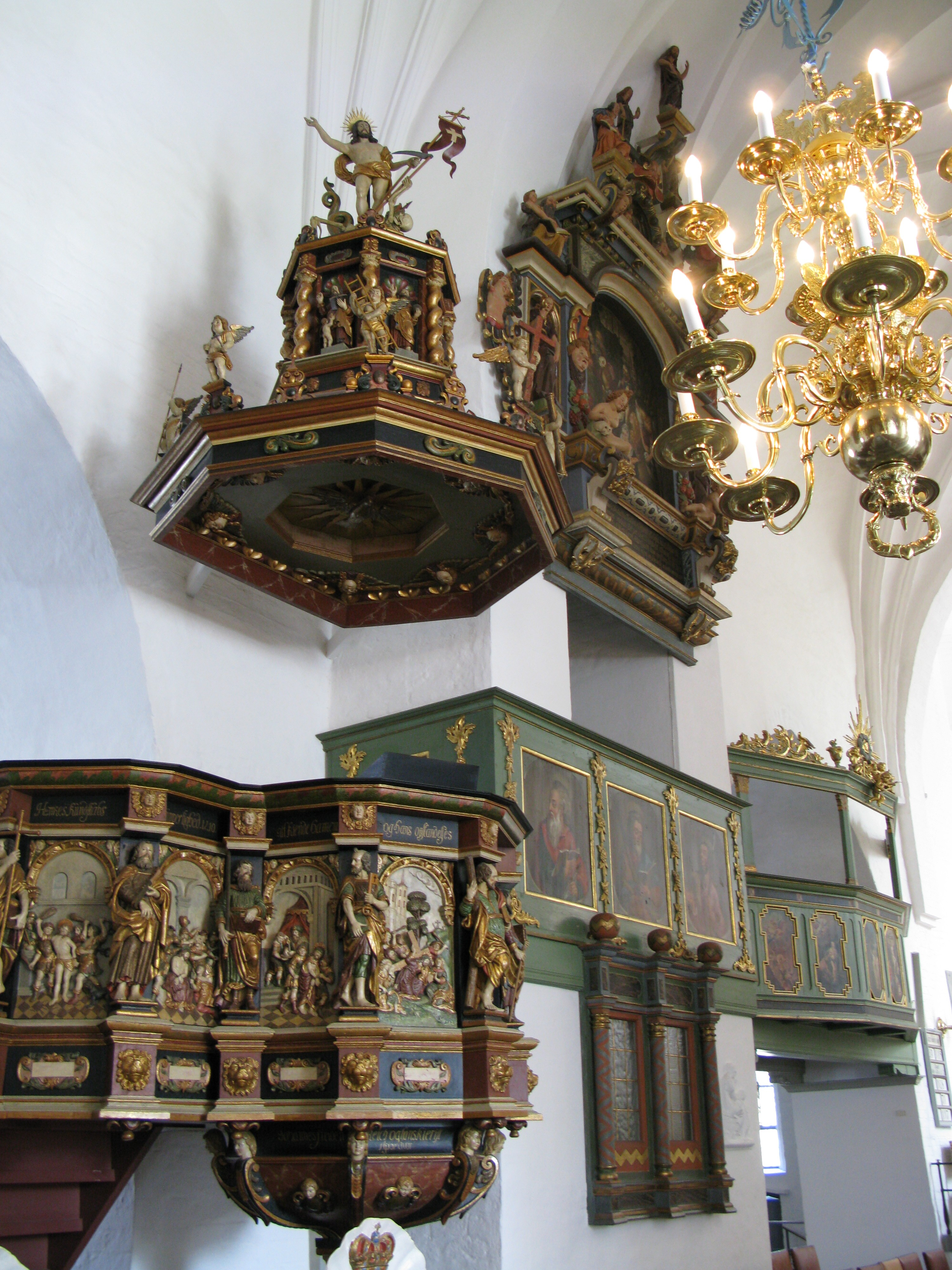
Kanzel
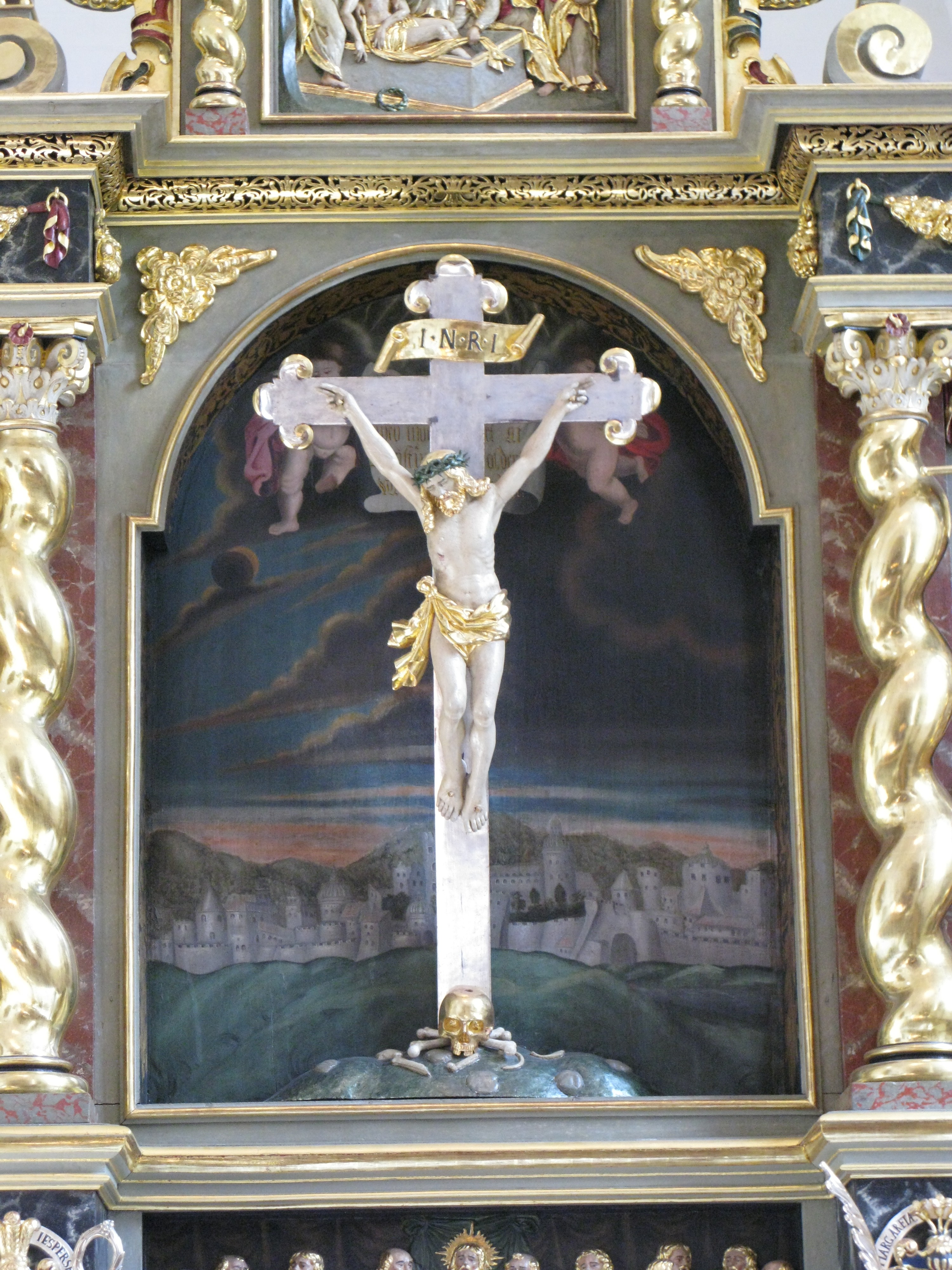
Altarkreuz
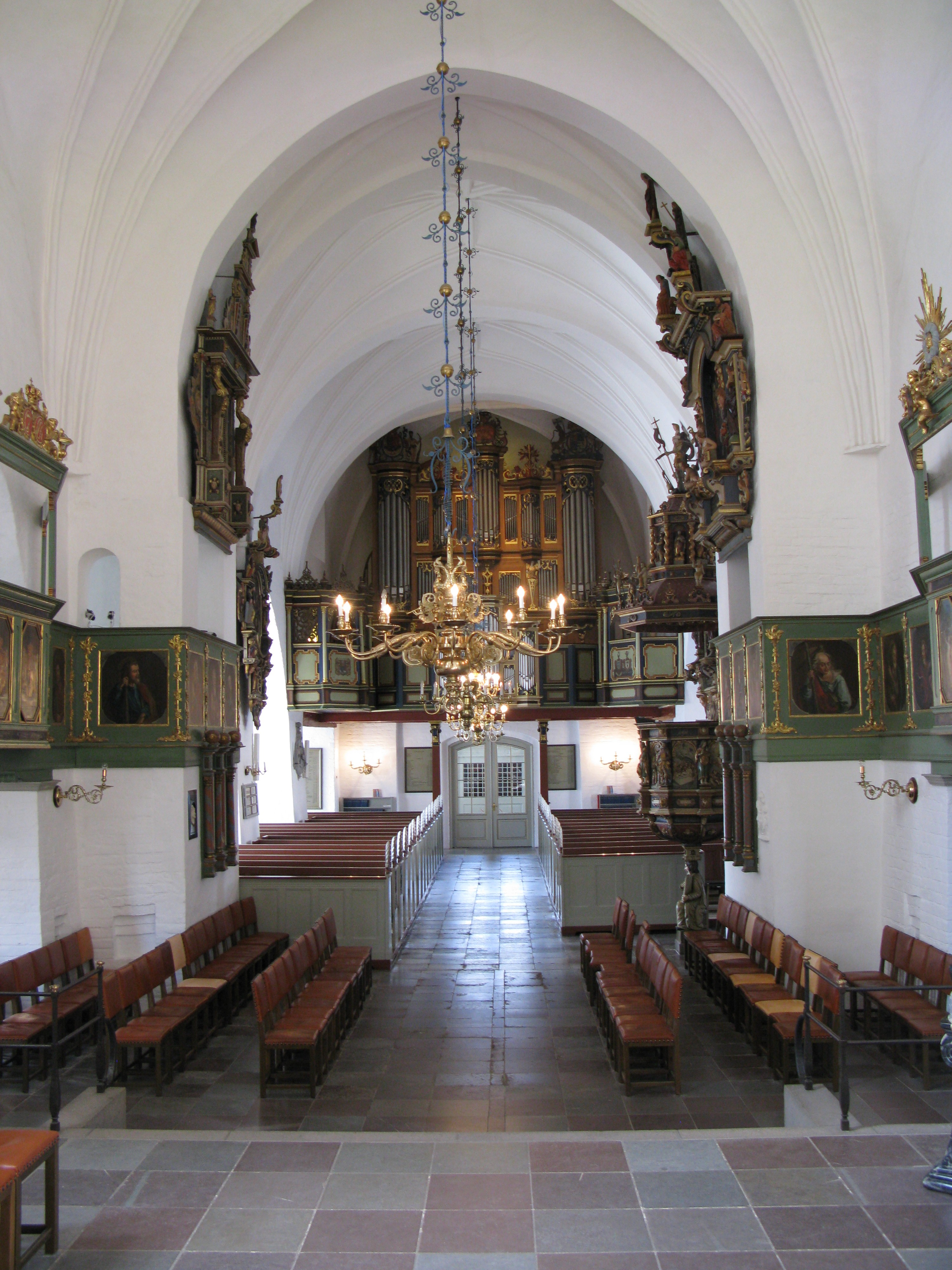
Langhaus und Orgel
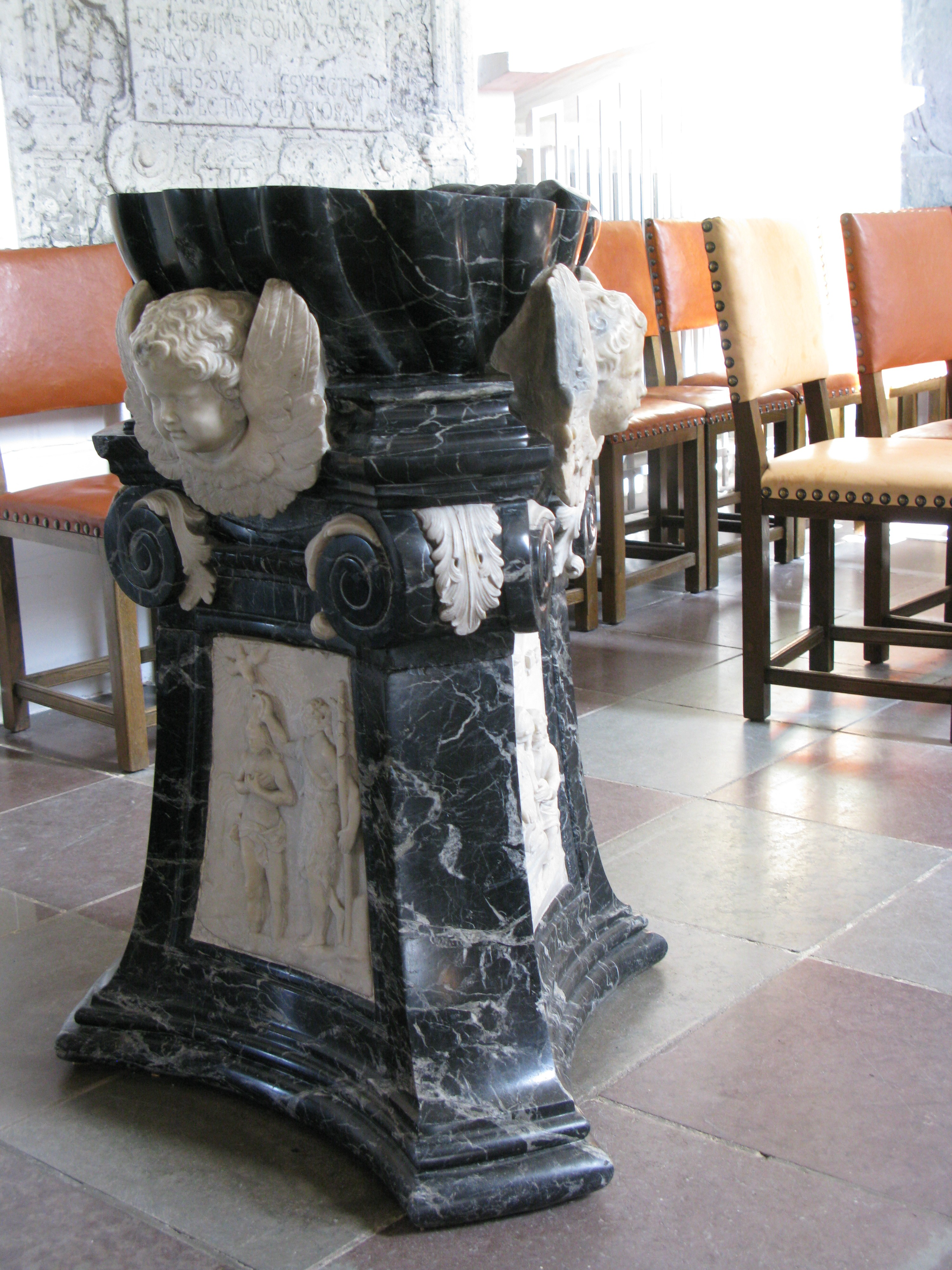
Taufstein

## Orgel

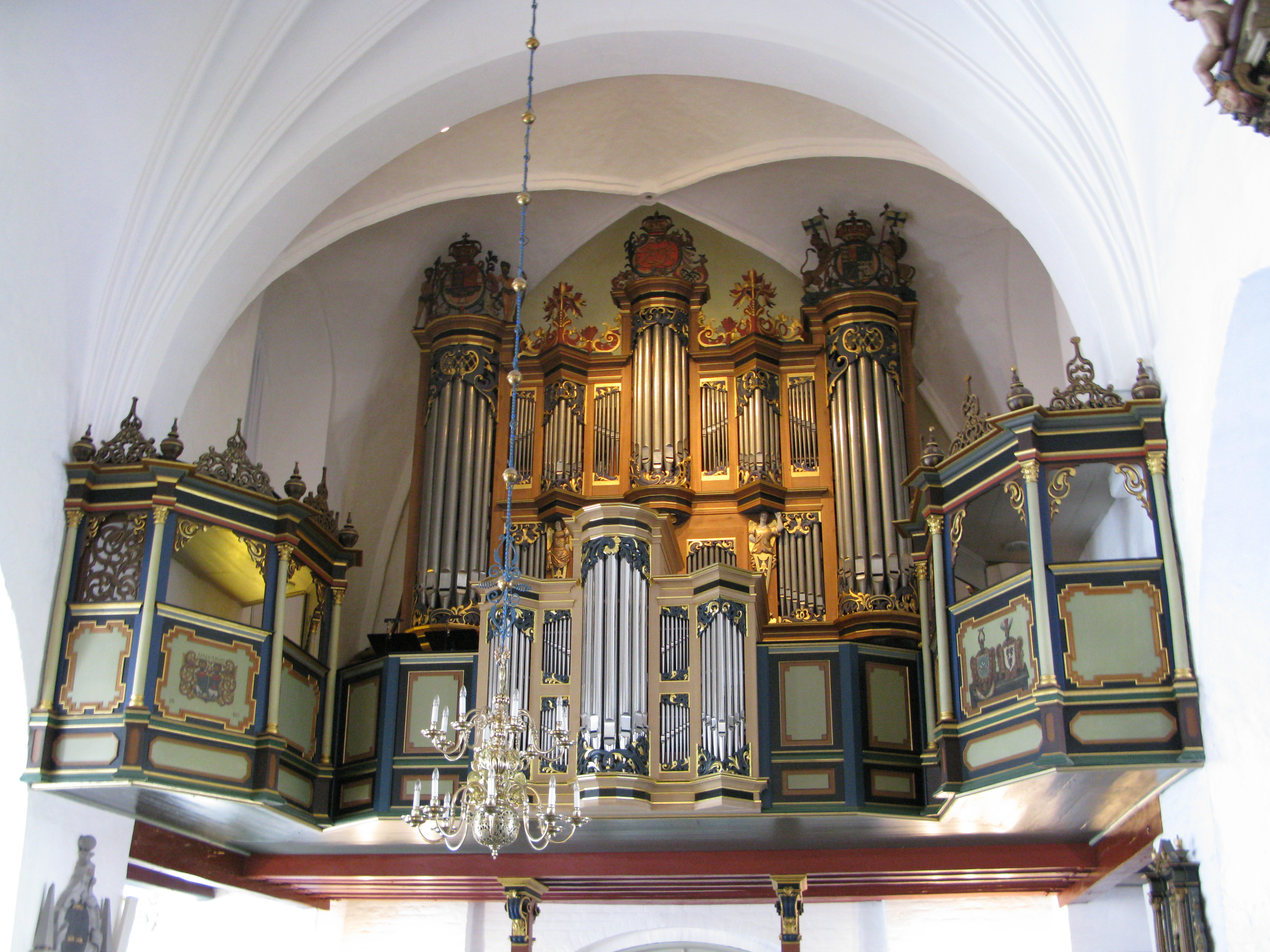
Marcussen-Orgel

Die heutige Orgel steht auf der Westempore und wurde im Jahr 1959 von Th. Frobenius & Sønner aus Horsens gebaut. Das Schleifladen-Instrument hat 43 Register auf drei Manualen und Pedal und befindet sich hinter dem historischen Prospekt der Vorgängerorgel von Hartvig Jochum Müller aus dem Jahr 1749. Die Trakturen sind mechanisch. Die Registertrakturen sind zusätzlich elektrisch. Da das Rückpositiv erst mit dem Orgelneubau 1959 hinzukam, wurde es von Leopold Teschl neu entworfen. Es passte jedoch stilistisch nicht zum historischen Orgelgehäuse und wurde daher 2007 äußerlich angepasst.
| I Hauptwerk C–g3 |             |       |
| 1.               | Quintatön   | 16′   |
| 2.               | Principal   | 8′    |
| 3.               | Fløjte      | 8′    |
| 4.               | Oktav       | 4′    |
| 5.               | Spidsfløjte | 4′    |
| 6.               | Quint       | 2 ⁄3′ |
| 7.               | Oktav       | 2′    |
| 8.               | Mixtur V    |       |
| 9.               | Cornet III′ |       |
| 10.              | Trompet     | 8′    |
| 11.              | Trompet     | 16′   |

| II Rückpositiv C–g3 |                 |       |
| 12.                 | Principal       | 8′    |
| 13.                 | Gedakt          | 8′    |
| 14.                 | Quintatøn       | 8′    |
| 15.                 | Principal       | 4′    |
| 16.                 | Gedaktfløjte    | 4′    |
| 17.                 | Kobbelfløjte    | 2′    |
| 18.                 | Quint           | 1 ⁄3′ |
| 19.                 | Sesquialtera II |       |
| 20.                 | Scharf III      |       |
| 21.                 | Dulcian         | 8′    |
|                     | Tremulant       |       |

| III Brustwerk C–g3 |               |        |
| 22.                | Rørfløjte     | 8′     |
| 23.                | Gamba         | 8′     |
| 24.                | Vox coelestis | 8′     |
| 25.                | Blokfløjte    | 4′     |
| 26.                | Traversfløjte | 4′     |
| 27.                | Principal     | 2′     |
| 28.                | Quint         | 2 ⁄3′  |
| 29.                | Terts         | 1 3⁄5′ |
| 30.                | Quint         | 1 ⁄3′  |
| 31.                | Vox humana    | 8′     |
| 32.                | Obo           | 8′     |
|                    | Tremulant     |        |

| Pedalwerk C–f1 |           |     |
| 33.            | Principal | 16′ |
| 34.            | Subbas    | 16′ |
| 35.            | Oktav     | 8′  |
| 36.            | Gedakt    | 8′  |
| 37.            | Oktav     | 4′  |
| 38.            | Gemshorn  | 4′  |
| 39.            | Nathorn   | 2′  |
| 40.            | Mixtur IV |     |
| 41.            | Basun     | 16′ |
| 42.            | Trompet   | 8′  |
| 43.            | Skalmeje  | 4′  |

- Koppeln: II/I, III/I, III/II, III/III (Suboktavkoppel), I/P, II/P, III/P